# Суперкубок Іраку з футболу 2002
Суперкубок Іраку з футболу 2002  — 7-й розіграш турніру. Матч відбувся 30 серпня 2002 року між чемпіоном і володарем кубка Іраку клубом Ат-Талаба та віце-чемпіоном Іраку клубом Аль-Кува Аль-Джавія.
| Володар Суперкубка Іраку 2002 |
| ----------------------------- |
|                               |
| Ат-Талаба Перший титул        |

## Матч

### Деталі
| 30 серпня 2002 |

| Ат-Талаба          | 2:1      | Аль-Кува Аль-Джавія |
| ------------------ | -------- | ------------------- |
| Абдул-Сада 90' 96' | Протокол | Дахід 34'           |

| Аль-Шааб, Багдад Арбітр: Хазім Хуссеїн |